# فيضانات أنتاناناريفو 2022

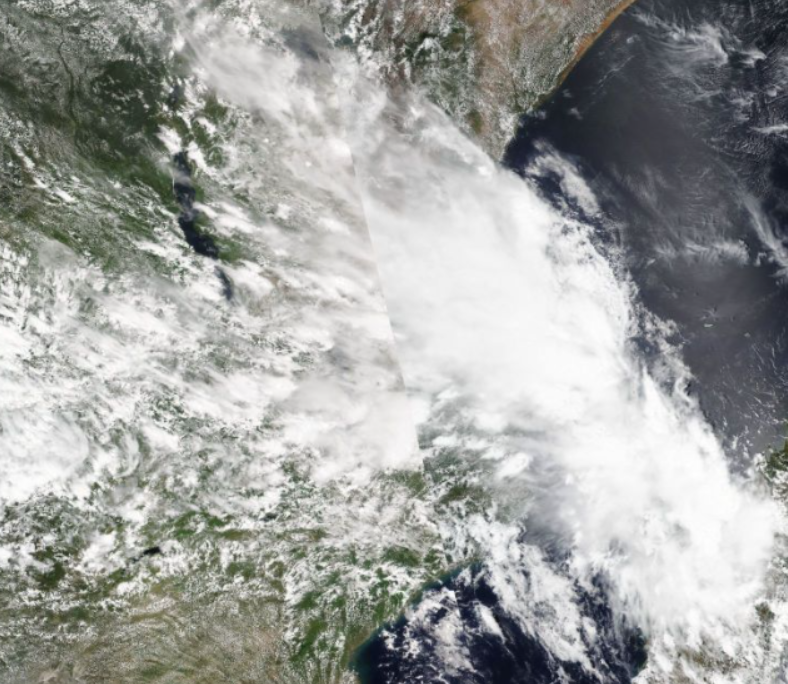
فيضانات أنتاناناريفو 2022

فيضانات أنتاناناريفو 2022 في 18 يناير 2022 أدت سلسلة من الفيضانات في شمال مدغشقر وخاصة أنتاناناريفو إلى مقتل 11 شخصًا وتشريد المئات. تسببت الفيضانات في هطول الأمطار الغزيرة، حيث سقط أكثر من 100 ملم من المياه خلال الليل من 17 إلى 18 يناير.